# Browar Piastowski
Browar Piastowski, dawny Brauerei Pfeifferhof Carl Scholz – wrocławski kompleks poprzemysłowy przy ul. Jedności Narodowej 204-210

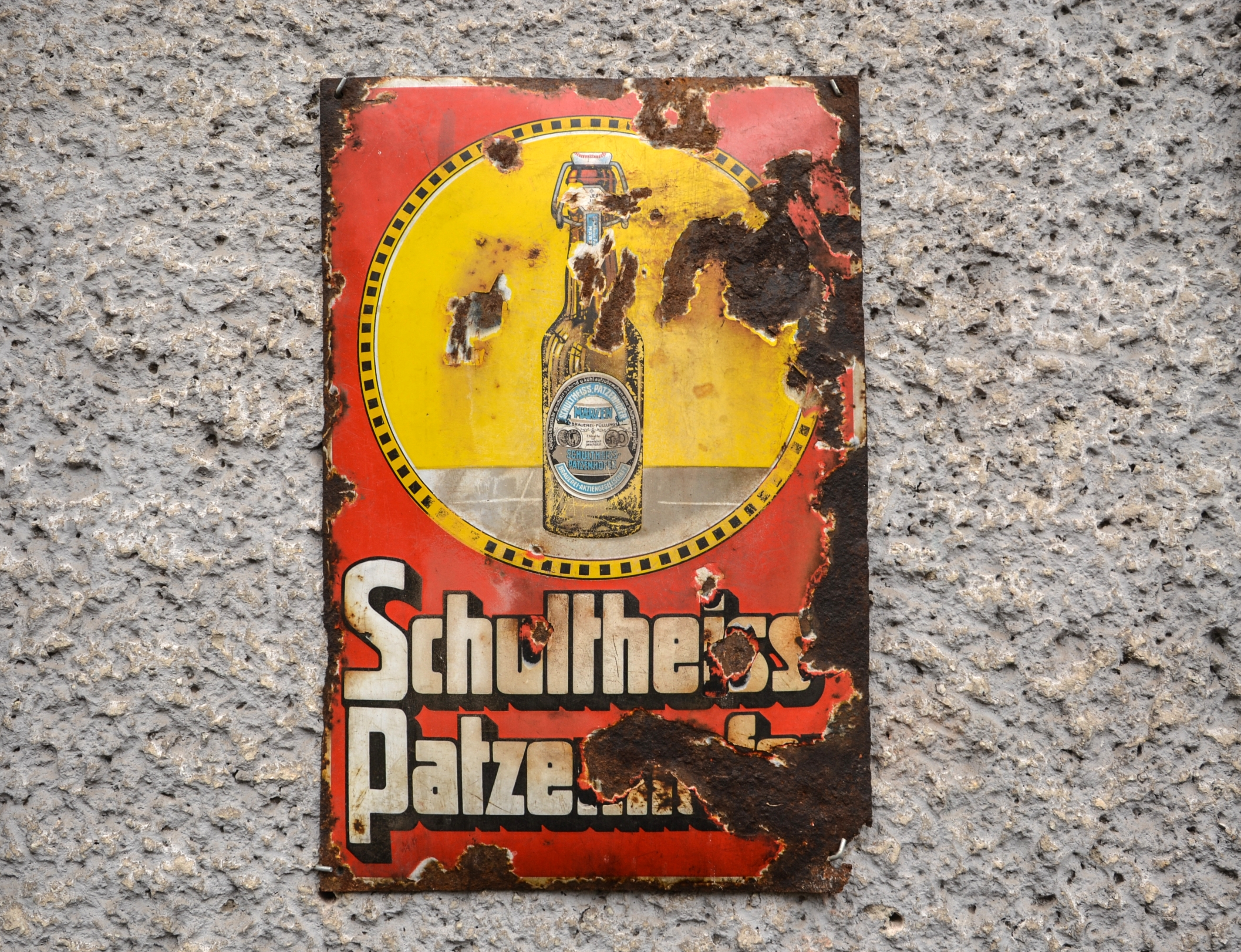
Reklama z czasów niemieckich

## Historia
Początki dziejów Browaru Piastowskiego należy szukać już na początku XIX wieku w kamienicach położonych przy ul. Świdnickiej (dawna Schweidnitzerstraße). Istniały tam dwie karczmy, które współdzieliły na podwórzy niewielki browar. Na działce nr 31 stała gospoda Johanna Gottlieba Pfeiffera, na sąsiedniej działce nr 30 gospoda Carla Gottlieba Maya. W 1822 May odkupił od Pfeiffera jego cześć browaru. W 1831 Ernst Wilhelm Eduard Scholz odkupił od Maya karczmę oraz browar, a w 1855 karczmę Pfeiffera. Na połączonych działkach Scholz wzniósł imponującą kamienicę z mieszczącą się na parterze piwiarnią Brauerei-Ausschank „Pfeifferhof”, natomiast w tyle działki mocno rozbudował browar. Ernst Scholz jako jeden z pierwszych karczmarzy Wrocławia docenił potencjał nowych sposobów warzenia piwa. Zatrudnił jako piwowara Eduarda Haase, przyszłego właściciela największego browaru w mieście (ojciec Georga Haase), który wcześniej pracował w Bawarii i Austrii poznając tamtejsze techniki warzenia piw dolnej fermentacji. Scholz zmarł już w dwa lata po przejęciu karczmy Pfeiffera, w 1857 roku. Rozbudową browaru zajęła się wtedy jego żona, Eva Scholz, która kierowała przedsiębiorstwem do końca 1877. W 1878 stery przejął ich drugi syn, Carl Scholz. Sukcesywnie poprawiał on jakość warzonego piwa, a także szybko zwiększał produkcję. Szacuje się, że już w 1878 roku produkcja wynosiła ponad 15 tysięcy hektolitrów piwa i szybko rosła. Dla porównania w 2019 wrocławski Browar Stu Mostów podawał swoje moce produkcyjne na do 5 tysięcy hektolitrów rocznie. W roku produkcyjnym 1883/84 produkcja osiągnęła już 30 tysięcy hektolitrów. Stawało się oczywiste, że ul. Świdnicka, która w międzyczasie stała się główną, reprezentacyjną arterią miasta, nie jest odpowiednim miejscem na rozbudowę browaru.
Na początku 1893 roku Carl Scholz kupił teren pod budowę nowego browaru. Była do romboidalna działka o powierzchni niemal 1,5 ha na ówczesnych peryferiach miasta (obecnie ul. Jedności Narodowej). Działka była atrakcyjna sama w sobie, a przylegający do niej od północy węzeł kolejowy oraz od wschodu słodownia (Breslauer-Actien-Fabric) były dodatkowymi atutami. Budowa rozpoczęła się szybko. Od początku inwestowano w nowoczesny sprzęt: chłodziarkę marki Linde, urządzenia do uzdatniania wody Arnolda & Schirmera z Berlina, urządzenia do regulacji ciśnienia przepompowywanego piwa z zakładu Justusa Brauna z Norymbergi, urządzenia do napełniania beczek przedsiębiorstwa Stockheim z Mannheimu czy podgrzewane parą kotły przedsiębiorstwa Germania z Chemnitz. Browar ruszył już w następnym roku, na czas nie udało się tylko uruchomić słodowni. W kolejnych latach szybko się rozwijał. Po wprowadzeniu do sprzedaży piwa butelkowego, wydajność jednej chłodziarki okazała się niewystarczająca. Już w 1896 zdecydowano się na zakup drugiej i budowę betonowego zbiornika na lód w kształcie cylindra o średnicy siedmiu metrów i wysokości pięciu metrów. I to okazało się niewystarczające, bo w 1899 zakupiono trzecią chłodziarkę. Dużym sukcesem było też dla browaru „Pfeifferhof” pozyskanie w 1898 Piwnicy Świdnickiej. Było to lukratywne miejsce zbytu dla warzonego już w nowym browarze piwa.
Browar Pfeifferhof został kupiony przez browar Schultheiss w 1910 roku. Schultheiss’ Brauerei Aktien-Gesellschaft był olbrzymim browarniczym przedsiębiorstwem z Berlina, szczycący się nazwą „Największego Browaru Piwa Leżakowego na Świecie”. W latach 1864 do 1903 jego właścicielem i głównym zarządzającym był Richard Roesicke. Swoją pracę wykonywał z imponującą skutecznością, dość wspomnieć, że rozwinął produkcję z 10 do 937 tysięcy hektolitrów rocznie. Był nie tylko sprawnym biznesmenem, ale także człowiekiem dbającym o pracowników, szanującym najbiedniejszych i traktującym wszystkich równo. Od 1889 roku był posłem Reichstagu. Browar Pfeifferhof został kupiony za kwotę 2.500.000 marek a jeszcze w tym samym roku doinwestowano go kwotą 1.123.901 marek. Wkrótce później Schultheiss przejął inny wrocławski browar oraz kilka restauracji. Choć okres I wojny światowej był dla Wrocławia czasem zastoju gospodarczego, Schultheiss jako potężna spółka akcyjna wyszedł z niego w stosunkowo dobrej kondycji finansowej. Po wojnie przyszły nowe inwestycje, które jednak przyćmiło połączenie koncernów Schultheissa i Patzenhofera w 1920 roku.

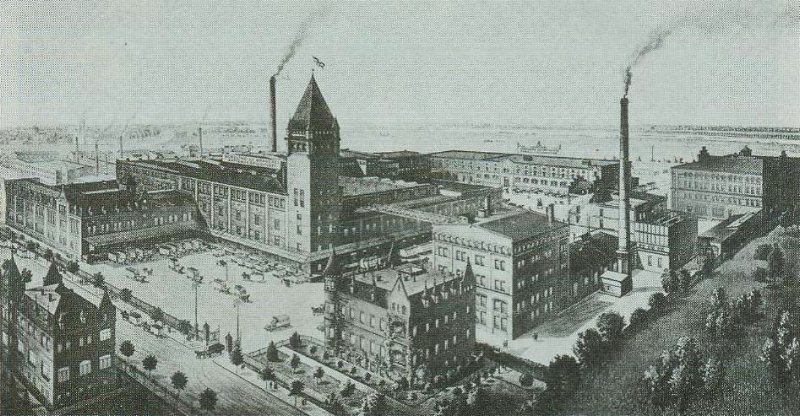
Browar Schultheiss po przebudowie z lat 1910–1912. Wokół placu manewrowego widoczna jest od lewej: butelkownia, główny budynek produkcyjny ze świeżo dobudowaną wieżą ciśnień oraz budynek mieszkalno-biurowy. Za tym ostatnim widać budynek technologiczny z kotłownią.

Schultheiss-Patzenhofer A.-G. była wówczas największą spółką browarniczą na świecie, która słynęła nie tylko ze sprzedaży piwa, ale również z tego, że w czasach kryzysu pomagała najbiedniejszym. W kolejnych latach przejęła kilka innych browarów: w Strzelinie, Zabrzu, Strzelcach Opolskich, Bytomiu i Opolu. We Wrocławiu koncern kontrolował 74,9% akcji największego browaru w mieście, Brauerei E. Haase. Schultheiss-Patzenhofer przejął również 96% akcji sąsiadującej z browarem słodowni, Breslauer Aktien-Malzfabrik. Do tej pory Wrocławska Akcyjna Fabryka Słodu była w pełni oddzielnym, niezależnym od browaru przedsiębiorstwem o własnej historii. Była to jedyna słodownia akcyjna na Śląsku. Spółkę założył Theodor Gäbel w 1872 roku. Był on właścicielem słodowni przy Alte Sandstraße (obecna ul. Piaskowa), jednej z osiemnastu działających wtedy na Śląsku. Spółka, której akcje rozeszły się bardzo szybko działała w słodowni Gäbla. Nie były to łatwe czasy dla słodowników, ale Gäbel szybko udowodnił, że przedsięwzięcie ma perspektywy. Słód sprzedawano głównie w Prusach, Niemczech i Rosji, ale część eksportowano do Skandynawii, Portugalii, a nawet Ameryki Południowej. W słodowni Gäbla dość szybko osiągnięto górną granicę produkcyjną wynoszącą ok. 70 tysięcy cetnarów rocznie. W 1890 rozpoczęto budowę nowej, dużo większej słodowni przy obecnej ul. Jedności Narodowej. Wyposażoną ją od razu w nowoczesny system mechaniczno-pneumatyczny Gallanda, składający się z 16 bębnów o pojemności 5000 kilogramów każdy. W klasycznych słodowniach klepiskowych słód aktywuje się enzymatycznie namaczając go i rozkładając w ciepłym pomieszczeniu. Taki proces zajmuje sporo miejsca, jest mało precyzyjny i wymaga dużo pracy, by odpowiednio napowietrzyć ziarna. Słodowanie w urządzeniu Gallanda, gdzie ziarna kiełkowały w obracających się wokół własnej osi, leżących bębnach rozwiązywało wszystkie te problemy. Inwestycja okazała się bardzo trafna; w roku gospodarczym 1893/94 sprzedano 95.000 cetnarów słodu, a w roku 1896/97 150.000 cetnarów. W 1907 roku Akcyjna Fabryka Słodu rozpoczęła również produkcję kawy zbożowej. Produkt nazwano BAMF-Kaffee i początkowo produkowano go w masie 50.000 cetnarów rocznie. W czasie I wojny światowej gwałtownie spadło zapotrzebowanie na słód browarny, ale spółka osiągała dochody produkując kawę zbożową, susząc warzywa oraz wynajmując pomieszczenia jako magazyny dla wojska. W 1927 roku koncern Ostwerke, należący Schultheiss-Patzenhofer, przejął większość akcji Brelauer Aktien-Malzfabrik. Wracając do historii samego browaru, w latach 30. XX wieku kontynuowano inwestycje oraz usprawniano sposób produkcji i dostaw. W 1938 roku zmieniono nazwę koncernu na Brauerei Schultheiss A.-G. Podczas II wojny światowej produkcja browaru sukcesywnie malała. Jedynie produkcja kawy zbożowej BAMF utrzymywała się na wysokim poziomie z powodu braku na rynku kawy naturalnej.
Podczas oblężenia Wrocławia przez Armię Czerwoną w 1945 roku, największe zniszczenia miały miejsce w południowych i zachodnich dzielnicach miasta. Wiele browarów, w tym największy we Wrocławiu, C. Kipke Brauerei AG przy ul. Długiej, zostały zrównane z ziemią. Położony w północno-wschodniej części miasta przedsiębiorstwo Schultheiss-Patzenhofer miało na tym tle wiele szczęścia i zostało tylko nieznacznie uszkodzone. Browar został znacjonalizowany w czerwcu 1945 roku. Przemianowany na Browar Piastowski wznowił produkcję już w październiku tego samego roku. Niezależna dotąd słodownia, dawna Aktien-Malzfabrik, została połączona z browarem, jednak z powodu zniszczeń udało się ją uruchomić dopiero w 1951 roku. Wciąż składała się głównie z bębnów Gallanda i skrzyń Saladina. W 1960 roku osiągnięto w niej produkcje na poziomie 180.000 cetnarów rocznie. W tym czasie w browarze wykonano szereg modernizacji technologicznych, ale również ingerencji w architekturę budynków przemysłowych. W 1994 roku rozpoczęto zakrojone na szeroką skale prace mające na celu modernizację technologiczną Browaru Piast. Miała ona pociągnąć za sobą wyburzenie większości dawnych zabudowań. W pierwszej kolejności rozebrano starą stajnię, na miejscu której postawiono silosy fermentacyjne. Wobec planów prywatyzacji, modernizację przerwano. W 1995 roku przedsiębiorstwo zostało sprzedane Ryszardowi Variselliemu. Browary Dolnośląskie „Piast” S.A. usprawniły proces marketingowy marki. Wkrótce później wykupiły leżący po sąsiedzku, na zachodzie Zakład Wyrobów Sanitarnych przy ul. Jedności Narodowej 198-202, co powiększyło całkowity teren spółki do 4,2 ha. Na pozyskanym obszarze znajdowały się budynki o podobnych cechach architektonicznych co browar. Przedsiębiorstwo przystąpiło do rozbiórki pozyskanego Zakładu. W dalszej kolejności planowano poważne modernizacje samego browaru, które jednak w większości nie doszły do skutku. Mimo niemałych zawirowań historycznych w XX wieku fabryka zachowała swój oryginalny układ przestrzenny i architektoniczny. W 2004 roku Browary Dolnośląskie „Piast” S.A. zostały sprzedane duńskiemu koncernowi Carlsberg, który wyłączył przedsiębiorstwo z użytku. Część z maszyn wywieziono do innych browarów Carsberga, cześć zezłomowano. W tym czasie stan większości budynków był dobry, choć część konstrukcji była narażona na długotrwałe zawilgocenie i wymagała pilnych remontów. W najlepszym stanie były dwa budynki biurowo-mieszkalne, które wraz z budynkami dawnej leżakowni i fermentowni oraz butelkowni zostały w 2005 wpisane do Rejestru Zabytków. Los pozostałych budynków został w efekcie przesądzony. W 2007 roku teren kupiło duże przedsiębiorstwo deweloperskie Clairmont Global z zamierzeniem przekształcenia browaru w osiedle mieszkaniowe. W 2008 zlecono opracowanie studiów konserwatorskich dla czterech zabytkowych obiektów, developer rozpoczął prace projektowe, wyburzenia i pierwsze prace budowlane. W 2009 roku, mimo pozwoleń na budowę osiedla, w świetle światowego kryzysu gospodarczego inwestycję przerwano. Do roku 2016 plac budowy stał pusty, a ocalałym budynkom i urządzeniom groziła ruina. W sierpniu spółkę będącą właścicielem terenu kupił wrocławski deweloper Archicom, niedługo później rozpoczęto pracę nad nowym projektem osiedla usługowo-mieszkalnego, a w 2017 rozpoczęła się budowa.

## Architektura
Browar powstał w latach 1893–1894. Z archiwach Muzeum Architektury we Wrocławiu znajdują się dokładne, niemal kompletne projekty architektoniczne dotyczące browaru wykonywane przez kolejnych właścicieli aż do II wojny światowej. Od południa działka graniczyła z obecną ul. Jedności Narodowej, od której był oddzielony parkanem. Od wschodu browar graniczył z Breslauer-Actien-Malzfabrik, której pierwsze budynki powstały w latach 1891–1893. Na południe od słodowni, pomiędzy browarem a kanałem żeglugowym mieściła się niewielka działka z dwoma domami mieszkalnymi i stajniami restauratora Roberta Scholza. Budynki Browaru Pfeifferhof Carla Scholza zostały zaplanowane na ortogonalnej siatce. Od strony ulicy wybudowano budynki reprezentacyjne. Osią kompleksu była biegnąca z południa na północ wewnętrzna droga wybrukowana kostką granitową, łącząca bramę wjazdową z obrotnicą kolejową. Wzdłuż tej drogi istniały tory, stanowiące bocznicę kolejową. W centrum założenia znajdował się główny budynek fabryczny z leżakownią piwa, kadziami fermentacyjnymi i chłodnią. Przed nim istniał obszerny plac manewrowy. Po prawej strony wjazdu wybudowano reprezentacyjną dwukondygnacyjną willę przeznaczoną na biura i mieszkania dla kadry kierowniczej browaru. Na tyłach działki, od strony linii kolejowej znajdowały się warsztaty bednarskie i stajnie. Wszystkie budynki przemysłowe posiadały murowane ściany obwodowe wzmacniane żelaznymi lub stalowymi wewnętrznymi szkieletami.
Budynki browaru zostały zbudowane w stylu eklektycznym z elementami neogotyckimi, choć o zredukowanych do minimum cechach stylowych. Wszystkim nadano identyczne lico z czerwonej cegły, rozdzielonej pasami z ciemnej cegły szkliwionej. Elementy ozdobne, takie jak triforia czy blendy, były stosowane oszczędnie, by nie zaciemnić przemysłowego charakteru kompleksu. Bardziej dopracowana formalnie jest elewacja budynku mieszkalnego z okrągłą narożną wieżyczką.
W latach 1895–1910 nie zaszły większe zmiany w architekturze samego browaru, jednak rozwinęło się jego otoczenie. Ówczesna Matthiasstraße, przy której stał browar, przekształciła się w elegancją arterię z dwoma szpalerami drzew. Uregulowano koryto Starej Odry, a od jej strony zachodniej utworzono kanał żeglugowy z nabrzeżem ułatwiającym dostawy do browaru i słodowni. W 1910 roku, po przejęciu Browaru Pfeifferhof Carla Scholza przez koncern Schultheissa nastąpiła rozbudowa browaru. Z tego okresu najbardziej wyróżniającymi się budynkami jest butelkownia oraz dobudowana do głównego budynku produkcyjnego monumentalna wieża ciśnień. Warto zaznaczyć, że prócz chęci usprawnienia produkcji piwa, rozbudowie towarzyszyła troska o układ urbanistyczny całego zespołu budynków. Przede wszystkim ten fakt był motywacją do budowy wieży ciśnień, która stała się główną dominantą tuszującą istnienie niezgranych kominów.